# Auerlingsee
Der Auerlingsee ist ein kleiner See in der steirischen Gemeinde Sankt Lambrecht in den Metnitzer Bergen, im Naturpark Zirbitzkogel-Grebenzen. Der See liegt etwa 5 km südlich des Gemeindehauptorts Sankt Lambrecht von Wald umgeben auf über 1300 m Höhe, nur etwa 300 m nördlich der Landesgrenze zu Kärnten, an einer unbefestigten Straße, die einen Passübergang zwischen dem Murtal und dem Metnitztal bildet.
Im Auerlingsee wird nach Zander, Karpfen, Hecht, Forelle und Barsch gefischt. Vom See kann man über den Kärntner Grenzweg auf die Grebenzen wandern.